# Abraxas circumducta
Abraxas circumducta là một loài bướm đêm trong họ Geometridae.